# Omeomorfismo locale
In topologia, un omeomorfismo locale è una funzione continua fra spazi topologici che si comporta localmente (ma non necessariamente globalmente) come un omeomorfismo.
Più precisamente, una funzione continua f : X → Y è un omeomorfismo locale se ogni punto x di X ha un intorno U tale che f(U) è aperto in Y e la restrizione di f da U in f(U) è un omeomorfismo.

## Esempi
- Ogni omeomorfismo è un omeomorfismo locale, ma non è vero il viceversa: ad esempio la mappa
{\displaystyle {\begin{matrix}f:&\mathbb {R} &\longrightarrow &S^{1}\\&x&\longmapsto &e^{2\pi ix}\end{matrix}}}

in cui la retta reale riveste la circonferenza S1 è un omeomorfismo locale (suriettivo) ma non un omeomorfismo (perché non è iniettiva).
- Se U è un sottoinsieme aperto di X, dotato della topologia del sottospazio, la mappa di inclusione i : U → X è un omeomorfismo locale. Questo non è vero se U non è aperto.

- Per il teorema di invertibilità locale, una funzione derivabile f:U → Rn definita su un aperto U di Rn è un omeomorfismo locale se il Jacobiano di f è invertibile in ogni punto.

- Una funzione olomorfa da un aperto di C in C è un omeomorfismo locale se e solo se ha derivata non nulla in ogni punto. Ad esempio, la funzione
{\displaystyle {\begin{matrix}f:&\mathbb {C} ^{*}&\longrightarrow &\mathbb {C} ^{*}\\&z&\longmapsto &z^{n}\end{matrix}}}

definita sull'aperto C* = C \ {0} è un omeomorfismo locale per ogni n naturale positivo.
- Un rivestimento è un omeomorfismo locale.

## Proprietà
- Ogni omeomorfismo locale è una funzione continua e aperta.
- Un omeomorfismo locale bigettivo è un omeomorfismo.
- Un omeomorfismo locale f : X → Y suriettivo preserva le proprietà topologiche "locali": lo spazio X è localmente connesso, compatto, contraibile, se e solo se lo è Y. Si osservi, tuttavia, che la suriettività di un omeomorfismo locale f non è sufficiente a preservare la proprietà di uno spazio di essere semplicemente connesso: si veda il primo esempio riportato sopra.
- La composizione di due omeomorfismi locali è un altro omeomorfismo locale.
- Due spazi topologici fra i quali si possa stabilire un omeomorfismo locale si dicono localmente omeomorfi. Per quanto detto, due spazi omeomorfi sono localmente omeomorfi, ma il viceversa non è sempre vero. Generalmente due spazi topologici localmente omeomorfi condividono tutte le proprietà locali ma non quelle globali; ad esempio uno spazio semplicemente connesso può essere localmente omeomorfo (ma solo localmente) a uno spazio non semplicemente connesso; infatti il toro è localmente omeomorfo al piano.